# Jerry Voorhis

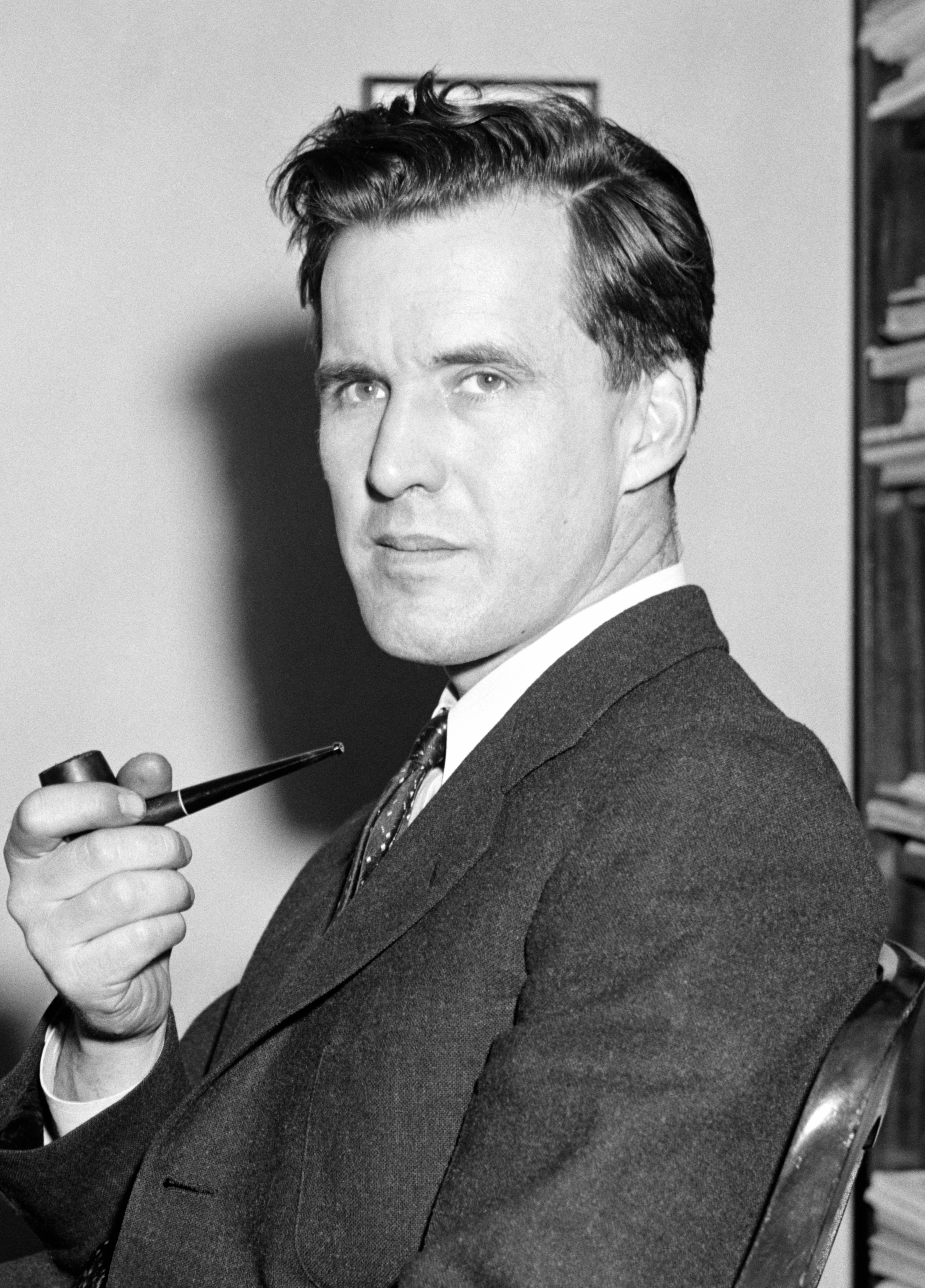
Jerry Voorhis (1939)

Jerry Voorhis (* 6. April 1901 in Ottawa, Franklin County, Kansas; † 11. September 1984 in Claremont, Kalifornien) war ein US-amerikanischer Politiker der Demokratischen Partei. Als Abgeordneter des Repräsentantenhauses vertrat er den zwölften Kongresswahlbezirk des Bundesstaates Kalifornien vom 3. Januar 1937 bis zum 3. Januar 1947 (75. bis 79. Kongress). Im Voorhis Act von 1940 setzte er durch, dass bestimmte Organisationen, die von ausländischen Kräften kontrolliert wurden, sich registrieren lassen mussten.
Bei den Kongresswahlen im Jahre 1946 unterlag er seinem republikanischen Konkurrenten Richard Nixon.

## Leben
Jerry Voorhis wurde am 6. April 1901 in Ottawa, Kansas als Sohn von Charles Brown Voorhis (* 13. März 1870, † 16. September 1961) und Ella Ward (geb. Smith) geboren. Voorhis’ Vater war Inhaber einer Eisenwarenhandlung in Ottawa, arbeitete dann aber für die Kingman Plow Corporation in Oklahoma City und verkaufte landwirtschaftliche Maschinen an die ständig steigende Zahl von Farmern in Kansas und Oklahoma. 1911 übernahm der Vater die Leitung einer Zweigniederlassung der Firma in Kansas City, Missouri, stieg dann zum stellvertretenden Leiter von Kingman Plow Corp. auf und die Voorhis-Familie musste nach Peoria, Illinois umziehen.
Charles B. Voorhis wechselte zur Autoindustrie, deren kometenhafter Aufstieg gerade einsetzte, begann bei der Oakland Motors in Pontiac, Michigan (einem Zweigwerk von General Motors/GM) zu arbeiten, wurde hier zunächst Verkaufsleiter, dann Vize-Präsident. Nochmalige Veränderung erfolgte, nachdem 1916/1917 die Nash Motors Corporation in Kenosha, Wisconsin gegründet worden war und Jerry Voorhis' Vater hier wiederum erst Verkaufsleiter, dann Vize-Präsident wurde.
1925 schied Charles Voorhis aus dem Arbeitsleben aus und die Familie ließ sich in Pasadena nieder. Bedingt durch die zahlreichen beruflichen Veränderungen seines Vaters und den damit erfolgenden örtlichen Veränderungen, musste Jerry Voorhis häufig die Schule wechseln, besuchte public schools in Ottawa, Oklahoma City, Peoria und Pontiac. Nach Abschluss der Schulausbildung nahm er ein Studium an der Yale University auf, das er 1923 mit einer Arbeit über die britische Arbeiterbewegung mit Auszeichnung abschloss. Während des Studiums war er für YMCA und andere christliche Organisationen aktiv, unterrichtete Einwanderer, bereiste als Repräsentant des American Christian Social Gospel Movement Deutschland, England und die Tschechoslowakei. Nach Abschluss seines Studiums schlug er jedoch nicht die eigentlich vorgezeichnete akademische Laufbahn ein, sondern begann in Fabriken zu arbeiten. Unter anderem stand er zwei Jahre lang am Fließband der Ford Motor Company in Charlotte, North Carolina.
In diesen Jahren bildete sich seine Sensibilität für soziale Probleme, auch seine nie ermüdende Solidarität mit den Armen des Landes heraus. 1924 heiratete er Alice Louise Livingston aus Washington, Iowa. Im darauffolgenden Jahr wurde er Lehrer an der Allendale School for Homeless Boys für verwaiste und benachteiligte Jugendliche in Lake Villa, Illinois, unterrichtete hier etwa ein Jahr lang. Auf Bitten eines Freundes der Familie ging er dann nach Laramie, Wyoming, um zusammen mit seiner Frau die Leitung eines Waisenhauses mit angeschlossener Schule für etwa 30 Jugendliche – das Dray Cottage Home for Boys – zu übernehmen.
Schon ein Jahr danach ging er aber auf den Vorschlag seines Vaters ein, gemeinsam mit ihm ein Waisenhaus mit Schule in Kalifornien zu gründen und so bauten sie die Voorhis School for Boys in San Dimas auf. Gleichzeitig absolvierte er an der Claremont Graduate School ein Aufbaustudium, schloss es 1928 mit der Arbeit The Education of the Institution Boy ab und ihm wurde der M.A.-Titel verliehen. Danach leitete Jerry Voorhis von 1928 bis 1938 die neu gegründete Schule, lehrte daneben von 1930 bis 1935 am Pomona College in Claremont.

## Werke
- The education of the institution boy (M.A. thesis) 1928
- The story of Voorhis school for boys. 1932
- The morale of democracy. 1941
- Out of debt, out of danger. Proposals for war finance and tomorrow's money. 1943
- Beyond victory. 1944
- Confessions of a congressman. Greenwood Press, Westport, Conn. 1970 (Repr. d. Ausg. Garden City, N.Y. 1947)
- The christian in politics. 1951
- American cooperatives. Where they come from, what they do, where they are going. 1961 (Reprint 1973)
- Credit unions. Basic cooperatives. 1965
- The strange case of Richard Milhous Nixon. 1972 (Reprint 1973)
- Cooperative enterprise. The little people's chance in a world of bigness. 1975
- The life and times of Aurelius Lyman Voorhis. 1976
- Confession of faith. 1978